# (18398) Bregenz
(18398) Bregenz est un astéroïde de la ceinture principale astéroïde aréocroiseur.

## Description
(18398) Bregenz est un astéroïde aréocroiseur. Il présente une orbite caractérisée par un demi-grand axe de 2,31 UA, une excentricité de 0,31 et une inclinaison de 7,8° par rapport à l'écliptique.

## Compléments